# کلوئه کیم
کلوئه کیم (انگلیسی: Chloe Kim؛ زادهٔ ۲۳ آوریل ۲۰۰۰) اسنوبردسوار اهل ایالات متحده آمریکا است.